# Walka w przestrzeniach zamkniętych

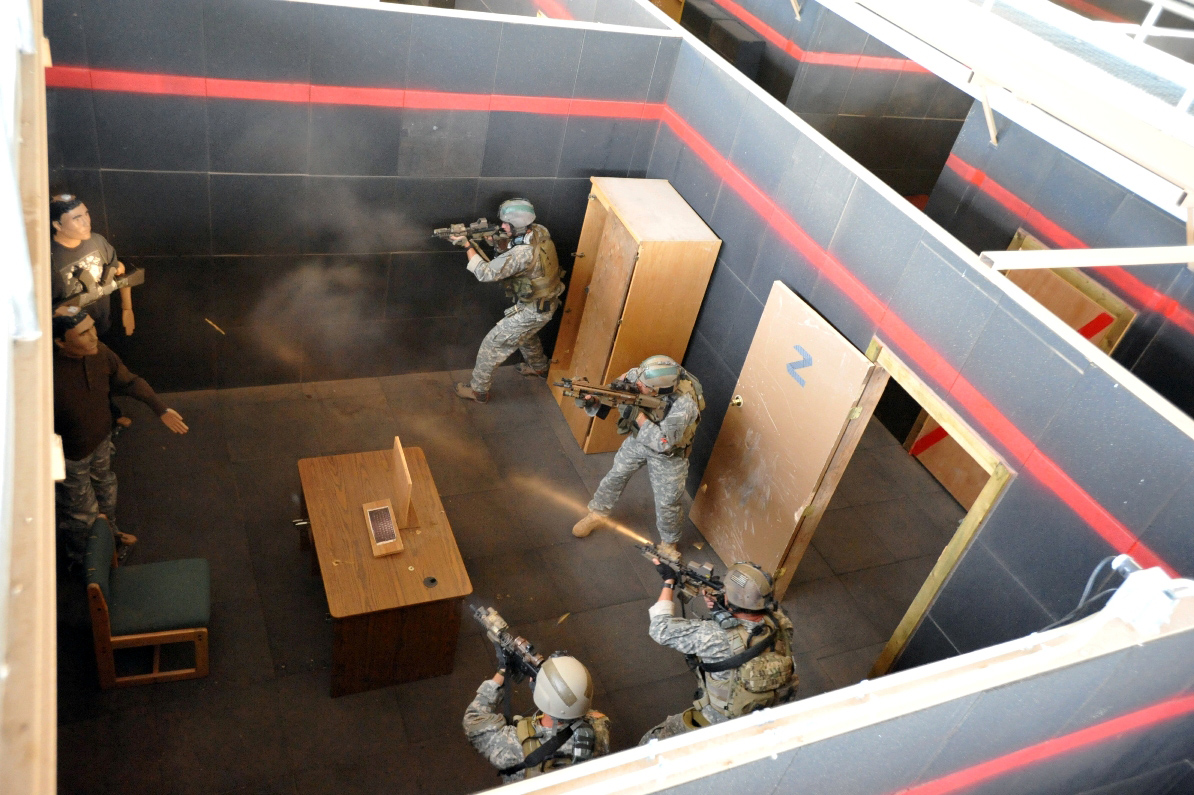
Zdjęcie z ćwiczenia walki w przestrzeniach zamkniętych prowadzonego przez żołnierzy 10th SFG

Walka w przestrzeniach zamkniętych (walka na małej odległości, walka bliska, walka w pomieszczeniach) – specjalna metoda walki stosowana przez odpowiednio wyposażone i specjalizowane (siły specjalne) jednostki wojskowe, pododdziały sił zbrojnych, pododdziały policyjne i innych organów ścigania. Służy ona do zdobywania pomieszczeń i walki wewnątrz nich.
Jest to stosunkowo nowy sposób walki, który zaczął się rozwijać po I wojnie światowej. W większym stopniu ta metoda walki była stosowana w walkach miejskich II wojny światowej i po niej. Największy postęp w tym sposobie walki dokonał się z nastaniem zjawiska terroryzmu, walki partyzanckiej (konflikt asymetryczny).
Ostatnio, nauczanie podstaw walki w krótkich dystansach prowadzi się też w konwencjonalnych jednostkach wojskowych. Jest to związane z tym, że coraz więcej walk prowadzi się w obszarach zabudowanych.
Działanie taktyczne tego rodzaju zwane również z angielskiego Close Quarters Combat (CQC) lub Close Quarters Battle (CQB). To rodzaj walki, w którym (zazwyczaj) małe pododdziały (sekcje) zwalczają przeciwnika z broni indywidualnej w małej odległości, potencjalnie podejmując walkę wręcz lub walkę bronią taką jak nóż szturmowy czy bagnet. W typowym scenariuszu walki w przestrzeniach zamkniętych, atakujący napastnicy starają się z zaskoczenia, bardzo szybko, gwałtownie zdobyć strukturę kontrolowaną przez obrońców, którzy zwykle nie mają łatwej możliwości wycofania się. Ponieważ przeciwnicy, zakładnicy / cywile i towarzyszący sobie żołnierze mogą być przemieszani, przez to walka bliska wymaga szybkiego ataku i precyzyjnego stosowania ognia podczas boju. Operatorzy muszą umieć bardzo sprawnie posługiwać się bronią i mieć zdolność bardzo szybkiego podejmowania decyzji, w celu uniknięcia lub ograniczenia ofiar od ognia do swoich. CQC jest zdefiniowana jako konflikt krótkotrwały o wysokiej intensywności, charakteryzujący się nagłym użyciem siły na małej odległości.
Żołnierze, funkcjonariusze stosujący walkę bliską posługują się przy zdobywaniu obiektu metodami wejścia np. wybuchowymi, narzędziami wyważania drzwi i odstrzeliwania zawiasów i zamków. W walce w przestrzeniach zamkniętych pomocne jest stosowanie noktowizji, termowizji, granatów hukowo-błyskowych do oszołomienia przeciwnika i uzyskania przewagi nad przeciwnikiem.
Polskimi instytucjami wyszkolonymi i stosującymi tę taktykę są gł. Wojska Specjalne, Samodzielne PAP KWP i BOA KGP.